# SIVA
株式会社SIVA（英：SIVA Inc.）は、東京都中央区に本社を置く日本の企業。デジタルマーケティングプラットフォーム「Squad（スクワッド）」シリーズを開発・運営している。
グノシーなどで勤務していた杉浦稔之が2016年に創業した。

## 沿革
- 2016年
  - 10月3日 - 株式会社SIVA設立（資本金500万円）
- 2017年
  - 4月1日 - オフィス移転
  - 6月15日 - Squad ASPリリース
  - 10月30日 - Squad ASPの利用社が100社を超える
- 2018年
  - 1月15日 - Squad ASP メディア向けプレミアム会員サービス開始（月額制）
  - 4月3日 - オフィス移転（GINZASIX）
  - 4月20日 - Squad ASP内にSquadbeyondの前身となるCMS、データ解析機能を追加しリリース
  - 6月29日 - Squad ASPの利用社が200社を超える
  - 11月1日 - オフィス増床
  - 11月1日 - 資本金を3000万円に増資
- 2019年
  - 1月16日 - 新規事業の一環として中東・北アフリカ市場向け日本製品・カルチャーマッチングECサイト「GANSO」リリース
  - 2月26日 - Squad ASPの利用社が300社を超える
  - 4月26日 - マーケティング特化型CMS「Squadbeyond」をβ版をリリース。リリースパートナーとして2社限定で導入。スマートニュースにテスト導入開始
  - 5月26日 - オフィスを東京都中央区入船TSUKIJI EAST SQUAREの7・8階に移転
  - 7月23日 - Squad ASPの利用社が400社を超える
  - 11月13日 - Squad ASPの利用社が500社を超える
- 2020年
  - 2月16日 - 新型コロナウィルス（COVID-19）感染症対策として全社一斉リモート勤務を開始
  - 4月1日 - Squad beyondのテスト、事前マーケティング等を完了とし正式リリース。新規ユーザーの受け入れをスタート
  - 4月3日 - SquadASPの利用社が600社を超える
  - 5月20日 - Squad beyond導入社数が146社に拡大

## デジタルマーケティングツール「Squad」
「正しい行いが正しく評価される」デジタルマーケティングの実現を目指し開発された。 

### 特徴
デジタルマーケティングに必要不可欠なPDCAサイクルを最速かつ安全に行えるように設計されている。
大きな特徴として高速PDCAを行う際に必ずネックとなっていた「クライアント企業の構成確認」「ページの信頼性の担保のための著作権・版権や変更履歴のチェック」「広告媒体の審査との兼ね合い」
をクリアするために、チームを作り関係者を招待しすべての制作・配信・改善活動を利害関係者全員で共有できる点がある。
閲覧の権限や、表示のシームレスさを表現するため、Squadbeyond独自のアカウント概念で設計され、自動検閲、広告媒体との連携がなされ、成果を出すための行動が可視化される仕組をとっている。
そのため、検閲だけでなく、広告代理店組織の活動状況のチェックや、提携先（アフィリエイト等）の実績チェックや違反防止にも活用されている。
CMSをベースにチーム機能や解析・最適化機能が設計されているため、設定が不要なだけでなく、新機能の実装やABテストの設計が2クリックでできてしまう点も特徴であり、ユーザーに指示されているポイントでもある。